# Páginas amarillas
Las páginas amarillas se refieren en muchos países a una guía telefónica para empresas organizadas según el tipo de producto o servicio. Tal y como el nombre sugiere, en la mayoría de los casos la apariencia es la de un libro grueso cuyas páginas contienen fondo amarillo. Las páginas amarillas también pueden consistir en una base de datos de información electrónica que contiene el nombre de empresas.
En España se dejaron de publicar en papel el 22 de marzo de 2021, tras 54 años de actividad. Su última versión fue para la provincia de Teruel.

## Características
Las páginas amarillas se suelen imprimir en varios tomos de papel, depende de la población de la zona, cada año y se distribuye gratuitamente en todas las residencias y lugares de negocios de una cierta área, generalmente una ciudad, comarca o provincia. En ella las entidades aparecen organizadas por categorías según la actividad que realizan, los productos que ofrecen o los servicios que brindan, con su nombre oficial o marca comercial, dirección y números telefónicos.
Los editores de las páginas amarillas negocian los valores añadidos que proporcionan tales como el empleo de una fuente de texto mayor para resaltar el contenido, o mediante el empleo de reclamos publicitarios en los listados por categoría. Desde mediados de los años 1980, con la introducción de la impresión a cuatro colores, los anuncios publicitarios se empezaron a realizar en color.
Actualmente, las páginas amarillas impresas pasaron a otro plano para dar comienzo a la parte digital en internet a través de portales, teniendo un enfoque orientado a un directorio comercial más que a un directorio netamente telefónico.
En la mayoría de los países sustituyeron aquel antiguo libro amarillo por directorios web sofisticados y modernos para brindar información de profesionales, servicios y empresas, adaptando conexiones de redes sociales, páginas web y sistemas administrativos empresariales totalmente interactivos. En su mayoría todos funcionan con un motor de búsqueda inteligente que les permite a los usuarios navegar en el y adaptar su búsqueda para que sea más específica según su necesidad.

## Páginas amarillas en formato digital
- paginasamarillas.es, páginas amarillas en España.
- paginasamarillas.com con presencia en la mayoría de los países de Latinoamérica.
- yelp.com, las páginas amarillas de Estados Unidos.
- infoguia.com con presencia en Venezuela
- amarillas.cl, las páginas amarillas de Chile.